# The Lure of the City (film 1910)
The Lure of the City è un cortometraggio muto del 1910 diretto da Tom Ricketts.

## Trama
Un ragazzo è stato cresciuto da suo padre - che ha abbandonato il mondo civile per rifugiarsi in una sorta di eremo tra le montagne - senza sapere nulla della città. Ormai adulto, legge i suoi libri che parlano di qualcosa che non conosce; curioso, vorrebbe esplorare ciò che vede dall'alto, giù nella pianura: ciminiere, fumi, una moltitudine di edifici. Il padre, controvoglia, lo lascia andare dandogli la sua benedizione. In città, assiste a delle scene che per lui sono strane. Trova, anche se con difficoltà, un lavoro in una fabbrica il cui caposquadra, un bullo arrogante, ce l'ha con lui anche perché il giovane ha le simpatie della figlia del padrone, cui lui aspirava. Durante uno sciopero, gli altri operai - che non lo amano sia per il suo aspetto da selvaggio sia per suoi modi "diversi" e anche perché lavora come tre di loro, mettendoli in cattiva luce - gli chiedono di mostrare la tessera sindacale che lui non possiede. I tumulti e lo scompiglio provocano un attacco al proprietario che muore. Sua figlia, rimasta orfana, si è ormai innamorata dello straniero e quando viene a sapere che il caposquadra sta progettando di assassinarlo, lo avverte. I due giovani scappano via insieme, inseguiti dalla folla, e trovano rifugio tra le montagne. Ritornato a casa, il ragazzo viene accolto insieme alla sua compagna a braccia aperte dal padre. Passa qualche tempo e lui teme che la donna possa volere tornare in città. Ma lei vuole stare dove sta anche lui: i due, così, vivranno una vita solitaria e felice nel loro rifugio pieno di pace e serenità.

## Produzione
Il film fu prodotto dall'American Film Manufacturing Company.

## Distribuzione
Distribuito dalla Motion Picture Distributors and Sales Company, il film - un cortometraggio in una bobina - uscì nelle sale cinematografiche degli Stati Uniti il 17 novembre 1910.